# 杭州光復
辛亥浙江起義發生於1911年11月，地點位於中國浙江省，是武昌起義後全國響應起義的戰鬥之一。

## 背景
武昌起義後，湖北、湖南、陝西、江西、陝西、雲南、上海、貴州等地相繼響應，宣布獨立。

## 戰役經過
1911年11月，光復會、同盟會等革命團體成員由各地趕赴杭州集合，組成百餘人的敢死隊，由浙江籍的同盟會中部總會庶務總長陳其美，指派寧波奉化人、後來成為中華民國第一至五任總統的蔣中正指揮。4日，敢死隊與杭州新軍中的革命黨成員發難，攻陷浙江巡撫府衙，巡撫增韞被俘。5日，起義軍控制杭州各旗營，杭州將軍德濟及杭州旗兵被迫投降。

## 結果
1911年11月5日杭州光復後，浙江諮議局議長陳黻宸、副議長沈鈞儒和馬敘倫等人，于当日推舉因兴办铁路而闻名的立宪派领袖湯壽潛為浙江都督，成立浙江军政府，正式宣布脫離清廷獨立。

## 備註
1. ↑  浙江同盟會以五色旗為標誌